# Ulukhaktok

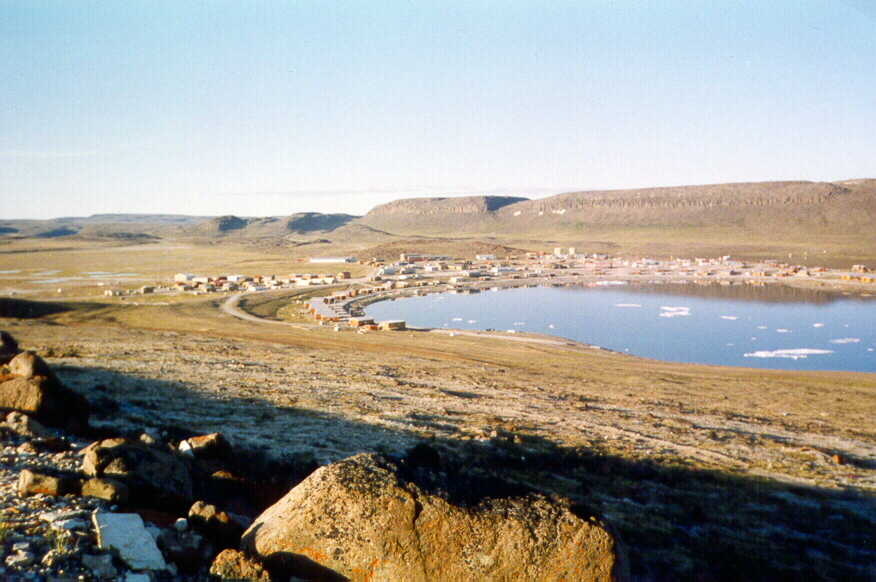
Blick auf Ulukhaktok von der Klippe, die dem Ort den Namen gegeben hat

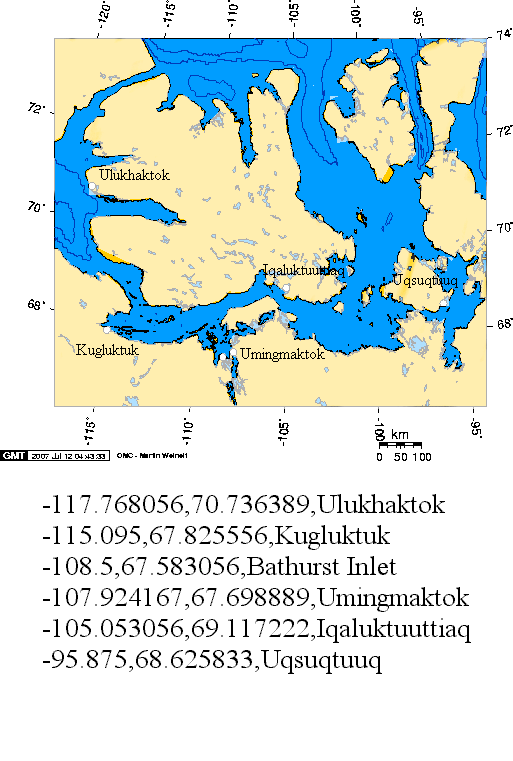
Bild:Gemeinden mit Inuinnaqtun als Sprache

Ulukhaktok, traditionell Ulukhaqtuuq (Innuinaqtun) oder Uluqsaqtuuq (Inuktitut) geschrieben und bis 1. April 2006 als Holman bekannt, ist eine kleine Gemeinde an der Westküste der Victoria-Insel und gehört zur Inuvik-Region der kanadischen Nordwest-Territorien. Die rund 400 Einwohner sind zu etwa 94 % Inuvialuit bzw. Inuit. Wie in anderen kleinen Siedlungen lebten die Bewohner ursprünglich vom Jagen, Fallenstellen und Fischen, doch wurde in den vergangenen Jahrzehnten druckgrafische Kunst zunehmend zur Haupteinkommensquelle. Im Wesentlichen werden hier der Kangiryuarmiut-Dialekt des Innuinaqtun und Englisch gesprochen.
Ihren Anfang nahm die Siedlung, als sich die Familie eines Mannes namens Natkusiak (ca. 1885–1947) 1937 hier ansiedelte. Zwei Jahre später wurde eine Niederlassung der Hudson’s Bay Company von der Walker Bay nach hier verlegt, und im selben Jahr entstand eine römisch-katholische Missionsstation. Nach und nach zogen Menschen aus der weiteren Umgebung hierher. Familienbindungen bestehen bis zu den Siedlungen Kugluktuk und Gjoa Haven sowie zu Siedlungen am Mackenzie-River-Delta und an der Beaufort Sea; einzelne Familien sind auch Nachkommen des dänischen Händlers Christian Klengenberg.
Der traditionelle Name Ulukhaqtuuq bedeutet „Platz, wo Ulu-Teile gefunden werden“, und kennzeichnet die große Klippe, von der sich die Bewohner der Region ihr Rohmaterial Schiefer und Kupfer zur Herstellung des Ulu (Frauenmesser) holten. In der Folge wurden die hier lebenden Menschen als Ulukhaqtuumiut (Leute von Ulukhaqtuuq) bezeichnet, eine Wortneuschöpfung, da vor der Errichtung der Hudson’s Bay-Niederlassung und der römisch-katholischen Missionsstation hier niemand dauerhaft lebte, sondern nur Menschen kamen, um sich mit Ulu-Material einzudecken.
Heute befindet sich hier der nördlichste Golfplatz der Welt, auf dem in jedem Sommer das „Billy Joss Open Celebrity Golf Tournament“ genannte internationale Golfturnier ausgetragen wird.
Von wachsendem touristischen Interesse sind auch die Möglichkeiten, in der Umgebung arktischen und amerikanischen Seesaibling zu fischen. Außerdem wird Holman von Kreuzfahrtschiffen im arktischen Sommer auf der Route der Nordwestpassage angesteuert.
Bekannte Künstler der Siedlung Ulukhaktok sind u. a. Helen Kalvak (1901–1984) und Elsie Klengenberg (* 1946), deren grafische Arbeiten international gesucht sind.
Ulukhaktok wird durch die Fluglinien Aklak Air von Inuvik und Canadian North von Yellowknife aus angeflogen.